# Sen o Victorii
Sen o Victorii – piosenka zespołu Dżem, z albumu Detox, wydana w 1991 roku. Jako singel został wydany w 1998 roku wraz z utworem pt. To tylko dwa piwa, już w wykonaniu Jacka Dewódzkiego, a płytka była dołączana do biletu na koncert w Operze.

## Geneza
Muzykę do utworu skomponował Paweł Berger, zaś słowa napisał Ryszard Riedel. Tutaj tytułowa Victoria (imię żeńskie, z łac. "zwycięstwo") to synonim wolności. To marzenie człowieka, by wolność zapanowała nad całym światem. Światem zdegradowanym przez systemy totalitarne, powoli wydostającym się, choćby w Polsce, z jarzma komunizmu (ZSRR jeszcze oficjalnie istniało w czasie pisania piosenki).

## Tekst
Pieśń jest hymnem do wolności. Wolność jest personifikowana, utożsamiana z ukochaną ("Wolności moja, śniłem, że wziąłem z Tobą ślub..."). Podmiot liryczny zdaje sobie sprawę, że ta Wolność jest jedynie snem. Zatem pragnie, by ujawniła się ona w rzeczywistości, zapanowała nad światem, "gdy wolność wszystkich ludzi zbudzi". Choćby na jeden dzień niech ludzie wstaną z tego zniewolenia.
Zapewne Rysiek pisał też o "wolności", której pragnął sam dla siebie. Dostrzegł bagno narkomanii, w którym ugrzązł po szyję, a nie mogąc się z niego tak łatwo wydostać, śpiewał i marzył o wolności - victorii.
Utwór znalazł się także na płytach: Wehikuł czasu – Spodek ’92 (1992), Akustycznie – suplement (1994), List do R. na 12 głosów (1995), Dżem w Operze cz. 1 i 2 (1998, 1999), Złota kolekcja: Złoty paw (2004), Pamięci Pawła Bergera (2007), RMF FM - Najlepsza Muzyka Po Polsku 3 (2009), Przystanek Woodstock 2003 (2009), 30 urodziny (2010).

## Pozycje na listach przebojów
| Rok  | Kraj   | Notowanie                          | Pozycja |
| ---- | ------ | ---------------------------------- | ------- |
| 1991 | Polska | Lista przebojów Programu Trzeciego | 9       |
| 2008 | Polska | Polski Top Wszech Czasów           | 29      |
| 2012 | Polska | Polski Top Wszech Czasów           | 100     |

## Inne wykonania
- Juliusz Nyk – podczas koncertu Debiutów na 47. KFPP w Opolu w 2010 roku.